# Liste der Monuments historiques in Boulogne-sur-Helpe
Die Liste der Monuments historiques in Boulogne-sur-Helpe führt die Monuments historiques in der französischen Gemeinde Boulogne-sur-Helpe auf.

## Liste der Objekte
| Bezeichnung                           | Beschreibung                  | Standort                                        | Kennzeichnung | Schutzstatus | Datum | Bild |
| ------------------------------------- | ----------------------------- | ----------------------------------------------- | ------------- | ------------ | ----- | ---- |
| Grabplatte für Anne Bourge            | Stein, 18. Jahrhundert        | in der Kirche Notre-Dame de l’Assomption (Lage) | PM59005756    | Inscrit      | 1984  |      |
| Grabplatte für Martin Cambier         | Stein, 18. Jahrhundert        | in der Kirche Notre-Dame de l’Assomption (Lage) | PM59005763    | Inscrit      | 1984  |      |
| Grabplatte für Jean Cuissez           | Stein, 18. Jahrhundert        | in der Kirche Notre-Dame de l’Assomption (Lage) | PM59005758    | Inscrit      | 1984  |      |
| Grabplatte für Jean Havee             | Stein, 18. Jahrhundert        | in der Kirche Notre-Dame de l’Assomption (Lage) | PM59005761    | Inscrit      | 1984  |      |
| Chorschranke                          | Holz, 19. Jahrhundert         | in der Kirche Notre-Dame de l’Assomption (Lage) | PM59005754    | Inscrit      | 1984  |      |
| Ambo                                  | Eichenholz, 19. Jahrhundert   | in der Kirche Notre-Dame de l’Assomption (Lage) | PM59005764    | Inscrit      | 1984  |      |
| Grabplatte für Marie Guislin          | Stein, 18. Jahrhundert        | in der Kirche Notre-Dame de l’Assomption (Lage) | PM59005757    | Inscrit      | 1984  |      |
| Grabplatte für Jean Lavenant          | Stein, 18. Jahrhundert        | in der Kirche Notre-Dame de l’Assomption (Lage) | PM59005759    | Inscrit      | 1984  |      |
| Hauptaltar mit Tabernakel und Retabel | Holz, bemalt, 19. Jahrhundert | in der Kirche Notre-Dame de l’Assomption (Lage) | PM59005753    | Inscrit      | 1984  |      |
| Grabplatte für Michel Cambier         | Stein, 18. Jahrhundert        | in der Kirche Notre-Dame de l’Assomption (Lage) | PM59005755    | Inscrit      | 1984  |      |
| Grabplatte für Antoine Jacquemain     | Stein, 18. Jahrhundert        | in der Kirche Notre-Dame de l’Assomption (Lage) | PM59005760    | Inscrit      | 1984  |      |
| Grabplatte für Nicolas Havee          | Stein, 17. Jahrhundert        | in der Kirche Notre-Dame de l’Assomption (Lage) | PM59005762    | Inscrit      | 1984  |      |